# عطف به ماسبق
عَطفِ به ماسَبَق (به انگلیسی: ex post facto law، وام‌گرفته از عبارت لاتین ex postfacto) به معنای پیوند به آن چه رخ داده است و در اصطلاح حقوقی به معنای «اعمال قانونی که تازه وضع شده بر جرائمی که پیش از این رخ داده‌اند» است.

## عطف به ماسبق در قوانین کشورهای ایران و ایالات متحده

### ایران
در ایران مطابق اصل ۱۶۹ قانون اساسی جمهوری اسلامی قوانین کیفری عطف به ماسبق نمی‌شوند. همچنین مادهٔ ۴ قانون مدنی بیان می‌کند که «اثر قانون نسبت به آتیه است و قانون نسبت به ما قبل خود اثر ندارد …». در ماده ۱۰ از قانون مجازات اسلامی نیز آمده‌است که «در مقررات و نظامات دولتی مجازات و اقدامات تأمینی و تربیتی باید به موجب قانونی باشد که قبل از وقوع جرم مقرر شده باشد و هیچ فعل یا ترک فعل را نمی‌توان به عنوان جرم به موجب قانون متأخر مجازات نمود» و در ادامه مقرر می‌دارد که «اگر بعد از وقوع جرم، قانونی وضع شود که مبنی بر تخفیف یا عدم مجازات بوده یا از جهات دیگر مساعدتر به حال مرتکب باشد نسبت به جرائم سابق، وضع آن قانون تا صدور حکم قطعی مؤثر نخواهد بود …»

### ایالات متحده
قانون اساسی ایالات متحده تصویب قوانینی که عطف به ماسبق کنند را ممنوع کرده. با این حال حکمی که در سال ۱۷۹۸ میلادی توسط ساموئل چیس (از قضات دادگاه عالی ایالات متحده) صادر شد این امر را محدود به قوانین کیفری کرده‌است و تصویب قوانین مدنی که عطف به ماسبق شوند را مجاز شمرده‌است.